# Jesús Rico García
Jesús Rico García (ur. 15 października 1954 w Montemayor de Pililla) – hiszpański duchowny katolicki, biskup Ávili od 2023.

## Życiorys

### Prezbiterat
Święcenia kapłańskie otrzymał 24 czerwca 1979 w Rzymie z rąk papieża Jana Pawła II. Inkardynowany do archidiecezji Valladolid, przez dwa lata studiował na Papieskim Uniwersytecie Salezjańskim, a po powrocie do kraju objął funkcję wicerektora seminarium w Saragossie. Od 1981 jest członkiem Bractwa Księży Diecezjalnych Robotników, a w latach 1990–1998 był dyrektorem domu dla kandydatów do tego stowarzyszenia. W kolejnych latach pracował w kierownictwie bractwa jako: członek rady generalnej (1998–2002), wicedyrektor (2002–2008) i dyrektor generalny (2008–2014). W kolejnych latach kierował domem dla aspirantów w Huixquilucan (2014–2020) oraz Papieskim Kolegium Hiszpańskim w Rzymie (2020–2023).

### Episkopat
29 maja 2023 papież Franciszek mianował go biskupem ordynariuszem diecezji Ávila. Sakry udzielił mu 15 lipca 2023 kardynał Ricardo Blázquez.